# Ngoma rubromaculata
Ngoma rubromaculata är en insektsart som beskrevs av Irena Dworakowska 1974. Ngoma rubromaculata ingår i släktet Ngoma och familjen dvärgstritar. Inga underarter finns listade i Catalogue of Life.